# Eduardo de Lima e Silva Hoerhann
Eduardo de Lima e Silva Hoerhann (Petrópolis, 29 de agosto de 1896) foi responsável pelo contato pacífico com os índios Xoclengues do Alto Vale do Itajaí, realizado em 22 de setembro de 1914. Como resultado do contato, criou o Posto Plate e o oficializou como Posto Indígena Duque de Caxias, que viria a se tornar a área indígena Ibirama-La Klãnõ anos depois. O fato é considerado o primeiro caso de criação de uma reserva para índios em conflito com a população branca no Brasil.
O Museu Eduardo de Lima e Silva Hoerhann, criado pela Lei Nº 551 em 16/07/1968 na cidade de Ibirama, possuí a missão de preservar e divulgar seu patrimônio histórico.

## Histórico

### Início
Hoerhann, filho de Miguel Hörhann, oficial austríaco, e sobrinho-bisneto de Luís Alves de Lima e Silva, o Duque de Caxias, ingressou no Serviço de Proteção aos Índios e Localização de Trabalhadores Nacionais (SPI-LTN) em 1912. Aos quinze anos de idade, e, após dois anos de atuação, passou a líder, com função de contatar e pacificar os xoclengues. Foi encarregado na área indígena Ibirama-La Klãnõ de 1914 até 1954. Hoerhann manteve assídua correspondência com diversas autoridades científicas nacionais e estrangeiras, pois também estudava Antropologia, Medicina, Botânica e Agronomia, e publicou artigos sobre pesquisas e estudo.
O objetivo de Hoerhann era proteger os indígenas e cessar os conflitos com os colonizadores, visto que a atuação de bugreiros era constantes. Em 1916 se encontrou com Martin Bugreiro, um dos mais famosos bugreiros, e teria dito: “Martinho, uma coisa eu vou te pedir, não mate mais índios, porque o governo já proibiu esta matança. Tu bem sabes disso. Já te escapastes da mão do tenente José. Mas se tu matares, só mais um índio e eu souber, venho a tua procura, e sabes que te encontro. Podes pensar o que vais te acontecer? Vou te buscar nem que seja no inferno. Acho que estás bem avisado!”. Segundo Horerhann, o último ataque que se teve conhecido teria ocorrido no ano seguinte, mas a chacina dos 19 indígenas teria sido praticado por outro grupo.

### Afastamento e morte
Em 1954 foi acusado de participar do homicídio de Basílio Priprá, um índio caingangue mestiço. Como consequência, foi preso e destituído de seu cargo. Porém, a Justiça o inocentou em 27 de maio de 1957. Sua situação financeira foi prejudicada no período em que esteve afastado, mas por volta de 1965, após 42 anos de serviço público, conseguiu sua aposentadoria.
Apesar de ter sido inocentado, não retornou ao trabalho na área indígena. Desanimado pela política para o índio nunca ter sido efetivamente implantada, teria dito em seus últimos dias que “Diante do horror com que essa experiência com os botocudos me armou, eu não voltaria a assumir a mesma tarefa que assumi no começo do século. Pacificar o índio, civilizar o índio é o crime dos crimes! Fui até amaldiçoado pela minha mãe por seguir minha missão”.
Faleceu na cidade de Ibirama no ano de 1976. Em sua lápide aparece apenas o nome que os índios lhe deram: Katanghara e a citação: “De seus nobres feitos podem falar as matas virgens de Santa Catarina ou os Koigang de longos e negros cabelos que bem o conheceram”.